# Saint-Clar
Saint-Clar – miejscowość i gmina we Francji, w regionie Oksytania, w departamencie Gers.
Według danych na rok 1990 gminę zamieszkiwało 879 osób, a gęstość zaludnienia wynosiła 49 osób/km² (wśród 3020 gmin regionu Midi-Pireneje Saint-Clar plasuje się na 380. miejscu pod względem liczby ludności, natomiast pod względem powierzchni na miejscu 635.).